# Annelie Ehrhardt
Annelie Ehrhardt (născută Jahns; n. 18 iunie 1950, Hötensleben, Saxonia-Anhalt, Germania – d. 22 octombrie 2024, Magdeburg, Germania) a fost o atletă care a reprezentat Republica Democrată Germană, medaliată olimpică. A participat la două ediții ale Jocurilor Olimpice (1972 și 1976) în care a câștigat medalia de aur în proba de 100 m garduri.

## Palmares
| An   | Competiție                   | Locație                   | Loc | Eveniment     | Note  |
| ---- | ---------------------------- | ------------------------- | --- | ------------- | ----- |
| 1971 | Campionatul European în sală | Sofia, Bulgaria           | 2   | 60 m garduri  | 8,1   |
| 1971 | Campionatul European         | Helsinki, Finlanda        | 2   | 100 m garduri | 12,96 |
| 1972 | Campionatul European în sală | Grenoble, Franța          | 1   | 60 m garduri  | 6,85  |
| 1972 | Jocurile Olimpice            | München, Germania de Vest | 1   | 100 m garduri | 12,59 |
| 1973 | Campionatul European în sală | Rotterdam, Olanda         | 1   | 60 m garduri  | 8,02  |
| 1974 | Campionatul European în sală | Göteborg, Suedia          | 8   | 60 m garduri  | NS    |
| 1974 | Campionatul European         | Roma, Italia              | 1   | 100 m garduri | 12,66 |
| 1975 | Campionatul European în sală | Katowice, Polonia         | 2   | 60 m garduri  | 8,12  |
| 1976 | Jocurile Olimpice            | Montreal, Canada          | 12  | 100 m garduri | 13,71 |